# クリス・ロドリゲス (投手)
クリス・ロドリゲス（Chris Rodriguez, 1998年7月20日 - ）は、アメリカ合衆国フロリダ州コーラルスプリングス出身のプロ野球選手（投手）。右投右打。MLBのロサンゼルス・エンゼルス所属。

## 経歴
2016年のMLBドラフト4巡目（全体126位）でロサンゼルス・エンゼルスから指名され、プロ入り。契約後、傘下のルーキー級アリゾナリーグ・エンゼルスでプロデビュー。7試合（先発5試合）に登板して防御率1.59、17奪三振を記録した。
2017年はパイオニアリーグのルーキー級オレム・オウルズとA級バーリントン・ビーズでプレーし、2球団合計で14試合に先発登板して5勝3敗、防御率6.16、56奪三振を記録した。
2018年は背中を痛めて全休した。
2019年はA+級インランド・エンパイア・シックスティシクサーズでプレーし、3試合に先発登板して防御率0.00、13奪三振を記録した。
2020年は新型コロナウイルスの影響でマイナーリーグの試合が開催されなかったため、公式戦の登板は無かった。オフの11月20日にルール・ファイブ・ドラフトでの流出を防ぐために40人枠入りした。
2021年はメジャーの開幕ロースター入りを果たした。4月2日のシカゴ・ホワイトソックス戦でメジャーデビュー。

## 投球スタイル
| 球種           | 割合 | 平均球速 | 平均球速 | 最高球速 | 最高球速 |
| 球種           | %    | mph      | km/h     | mph      | km/h     |
| シンカー       | 63   | 95.8     | 154.2    | 98.4     | 158.4    |
| カーブ         | 24.2 | 84.6     | 136.2    | 87.4     | 140.7    |
| スライダー     | 5.7  | 89.9     | 144.7    | 92.4     | 148.7    |
| チェンジアップ | 4.8  | 89.8     | 144.5    | 91.9     | 147.9    |
| フォーシーム   | 2.4  | 94.6     | 152.2    | 97       | 156.1    |

最速98.4mph(158.4km/h)のシンカーが投球の6割以上を占めるパワーピッチャー。変化球は、主にカーブを投じる。5％ほどの割合でスライダー、チェンジアップも投げる。

## 詳細情報

### 年度別投手成績
| 年 度    | 球 団    | 登 板 | 先 発 | 完 投 | 完 封 | 無 四 球 | 勝 利 | 敗 戦 | セ 丨 ブ | ホ 丨 ル ド | 勝 率 | 打 者 | 投 球 回 | 被 安 打 | 被 本 塁 打 | 与 四 球 | 敬 遠 | 与 死 球 | 奪 三 振 | 暴 投 | ボ 丨 ク | 失 点 | 自 責 点 | 防 御 率 | W H I P |
| -------- | -------- | ----- | ----- | ----- | ----- | -------- | ----- | ----- | -------- | ----------- | ----- | ----- | -------- | -------- | ----------- | -------- | ----- | -------- | -------- | ----- | -------- | ----- | -------- | -------- | ------- |
| 2021     | LAA      | 15    | 2     | 0     | 0     | 0        | 2     | 1     | 0        | 2           | .667  | 134   | 29.2     | 28       | 12          | 15       | 0     | 4        | 29       | 1     | 0        | 14    | 12       | 3.64     | 1.45    |
| MLB：1年 | MLB：1年 | 15    | 2     | 0     | 0     | 0        | 2     | 1     | 0        | 2           | .667  | 134   | 29.2     | 28       | 12          | 15       | 0     | 4        | 29       | 1     | 0        | 14    | 12       | 3.64     | 1.45    |

- 2021年度シーズン終了時

### 背番号
- 73（2021年 - ）